# Заря (Челябинская область)
Заря — посёлок в Кизильском районе Челябинской области России. Входит в состав Кацбахского сельского поселения.

## География
Посёлок находится на юге Челябинской области, в пределах юго-восточных предгорий Южного Урала, в степной зоне, на правом берегу реки Зингейки, на расстоянии 64 километров по прямой к северо-востоку от села Кизильского, административного центра района. Абсолютная высота 376 метров над уровнем моря.
Климат
Климат резко континентальный с сухим жарким летом и суровой зимой. Среднегодовое количество осадков: 266 мм. Средняя температура самого холодного месяца января составляет −17,9 °С, самого тёплого месяца июля — +19,9 °С.

## История
В 1968 году в состав посёлка включен хутор № 18.

## Население
| 2002 | 2010 |
| ---- | ---- |
| 136  | ↘83  |

Гендерный состав
По данным Всероссийской переписи населения 2010 года в гендерной структуре населения мужчины составляли 44,6 %, женщины — 55,4 %.
Национальный состав
Согласно результатам переписи 2002 года, в национальной структуре населения казахи составляли 84 %.

## Улицы
Уличная сеть посёлка состоит из трёх улиц.